# Чемпионат ЮАР по футболу
Премьершип ЮАР (англ. ASBA Premiership) — соревнование по футболу среди клубов Южно-Африканской Республики, где выявляется чемпион страны и участники международных клубных соревнований. Премьершип был основан в 1996 году четырьмя футбольными деятелями — Джомо Соно, Кайзером Мотаунгом, Ирвином Кхозой и Рэймондом Хэком. Премьершип является высшим дивизионом в системе футбольных лиг ЮАР, вторым по значимости турниром является Первый дивизион ЮАР (National First Division). С 1996 по 2007 год официальным спонсором Лиги была пивоваренная компания «Castle Lager» и турнир носил официальное название «Премьершип Castle» (Castle Premiership). С 2007 по 2020 год официальным спонсором Премьершипа являлась холдинговая компания «ABSA Group», в связи с чем турнир официально именуется «Премьершип ABSA» (ABSA Premiership).
С 24 сентября 2020 года председатель PSL Ирвин Хоза объявил, что новым спонсором турнира будет DStv, фактически назвав его DStv Premiership.

## История

### Национальная футбольная лига (НФЛ, 1959—1977)
На развитие всего южно-африканского футбола, в том числе и на клубный, наложила свой отпечаток политика расовой сегрегации — апартеида, проводившейся на территории ЮАР (ЮАС) в течение почти полувека с 1948 — по 1994 годы. Началом профессионального клубного футбола принято считать[кем?] 1959 год, когда в стране усилиями двенадцати любительских клубов была образована Национальная футбольная лига (National Football League), в которой принимали участие исключительно «белые» команды. За 19 проведенных чемпионатов НФЛ наилучших результатов удалось добиться таким клубам, как «Хайлендс Парк» (восемь титулов) и «Дурбан Сити» (четыре чемпионства).

### Южно-Африканская футбольная лига (ЮАФЛ, 1961—1967); Федерация профессиональной лиги (ФПЛ/FPL, 1969—1990)
Южно-Африканская футбольная лига (South African Soccer League) была образована в 1961 году, и в ней принимали участие исключительно «цветные» клубы. Одним из самых известных клубов, когда-то начинавших свой путь в ЮАФЛ, и который в настоящий момент выступает в Премьершип ЮАР, является «Морока Свэллоуз». В 1969 году на смену ЮАФЛ пришла Профессиональная лига Федерации (Federation Professional League), просуществовавшая вплоть до 1990 года. Среди наиболее популярных клубов ПЛФ были ныне не существующий «Кейптаун Спёрс» (шесть титулов), «Сантос» (Кейптаун) (шесть титулов), «Мамелоди Сандаунз», а также «Мэннинг Рейнджерс». Однако несмотря на свою давнюю историю и ряд довольно известных в настоящее время клубов, регулярно принимающих участие в Премьершипе, полупрофессиональная ПЛФ всё же находилась в тени НФЛ и Национальной профессиональной футбольной лиги (NPSL).

### Национальная профессиональная футбольная лига (НПФЛ, 1971—1995)
В 1970 году последней из трёх основных футбольных лиг ЮАР была образована Национальная профессиональная футбольная лига (National Professional Soccer League), в которой принимали участие исключительно «чёрные» команды. Среди клубов, принявших участие в первом розыгрыше НПФЛ в 1971 году, были такие популярные ныне в стране команды, как «Орландо Пайретс», «Кайзер Чифс», а также перешедший к тому времени из ПЛФ «Морока Свэллоуз». В 1977 году произошло знаковое событие для всего клубного футбола ЮАР — «белая» НФЛ прекратила своё существование, и часть клубов присоединилась к НПФЛ, другая же часть — к ПЛФ. Чемпионаты НПФЛ и ПЛФ в 1978 году стали первыми «межрасовыми» чемпионатами, а футбол стал вторым после бокса видом спорта в ЮАР, преодолевшим расовый барьер. С 1978 года НПФЛ стала постепенно набирать силу и позиционировалась уже как главный футбольный турнир для клубов ЮАР. Как следствие, начиная с первой половины 1980-х годов начался постепенный отток клубов из ПЛФ в более популярную НПФЛ. Среди наиболее известных клубов, совершивших подобную рокировку, были «Мамелоди Сандаунз», «Дурбан Сити», «Кейптаун Спёрс», хотя, флагман ПЛФ — клуб «Лайтбодис Сантос» — оставался верен своей лиге до самого прекращения её существования в 1990 году.

### Национальная футбольная лига (НФЛ, 1985—1995)
В 1984 году в НПФЛ произошёл раскол, в результате которого от лиги отмежевалось новое футбольное образование — Национальная футбольная лига (National Soccer League), в состав которой вошли практически все ведущие клубы страны. Сама НПФЛ продолжила своё существование, однако уже в статусе менее значимой и популярной лиги, просуществовав вплоть до 1995 года. Основным же футбольным чемпионатом страны, начиная с 1985 года, стала НФЛ, а турнир получил название NSL Castle League. НФЛ просуществовала целых 10 лет (или 11 сезонов), а ведущими командами были «Мамелоди Сандаунз», «Кайзер Чифс», «Орландо Пайретс», «Джомо Космос».

### Премьершип ЮАР (SAPD, с 1996)
В 1996 году на смену НФЛ пришёл Премьершип ЮАР (Premiership), который, после роспуска в 1995 году НПФЛ, стал главным и единственным футбольным турниром для клубов ЮАР, коим остается и по сегодняшний день. Первым чемпионом Премьершипа стал клуб «Мэннинг Рейнджерс» из Дурбана. На протяжении последующих десяти сезонов тон в Лиге задавали представители «старой гвардии» — «Мамелоди Сандаунз», «Орландо Пайретс» и «Кайзер Чифс». Однако в 2000-е годы появились и представители «новой волны», например, «Суперспорт Юнайтед», трижды становившийся чемпионом страны. Из других команд, постоянно составляющих посильную конкуренцию лидерам элитного дивизиона чемпионата ЮАР, можно выделить такие клубы, как «Аякс» и «Сантос» из Кейптауна, «Платинум Старс» из Рустенбурга, «Морока Свэллоуз» из Джермистона, «Бидвест Витс» и «Джомо Космос» из Йоханнесбурга.

## Формат Премьершипа
Чемпионат традиционно проходит с августа по май. Число участников до 2002 года составляло 18 клубов, с 2003 года и по сегодняшний день — 16 команд. Все клубы проводят по 30 матчей за сезон, дважды встречаясь с каждой из команд (дома/выезд). За победу начисляются три очка, за ничью — одно. Чемпион страны и серебряный призёр получают путевки в Лигу чемпионов КАФ, команда же, занявшая третье место и победитель Кубка ЮАР — в Кубок Конфедерации КАФ. В Первый дивизион автоматически отправляется команда, занявшая по итогам сезона последнее шестандцатое место. Команда, занявшая пятнадцатое место, принимает участие в переходном мини-турнире с тремя клубами из Первого дивизиона за право остаться в высшем «эшелоне».

## Победители

### Прекратившие существование турниры (1959—1995)
Национальная футбольная лига (белые)
(NFL — National Football League)
- 1959: Дурбан Сити
- 1960: Хайлендс Парк
- 1961: Дурбан Сити
- 1962: Хайлендс Парк
- 1963: Эддингтон
- 1964: Хайлендс Парк
- 1965: Хайлендс Парк
- 1966: Хайлендс Парк
- 1967: Порт-Элизабет Сити
- 1968: Хайлендс Парк
- 1969: Дурбан Спёрс
- 1970: Дурбан Сити
- 1971: Элленик
- 1972: Дурбан Сити
- 1973: Кейптаун Сити
- 1974: Аркадия Шепердс
- 1975: Хайлендс Парк
- 1976: Кейптаун Сити
- 1977: Хайлендс Парк

† НФЛ прекратила существование (NFL)
Национальная профессиональная футбольная лига (чёрные)
(NPSL — National Professional Soccer League — Castle League)
- 1971: Орландо Пайретс
- 1972: АмаЗулу
- 1973: Орландо Пайретс
- 1974: Кайзер Чифс
- 1975: Орландо Пайретс
- 1976: Кайзер Чифс
- 1977: Кайзер Чифс

Национальная профессиональная футбольная лига
(NPSL — National Professional Soccer League — Castle League)
- 1978: Лузитано Клаб
- 1979: Кайзер Чифс
- 1980: Хайлендс Парк
- 1981: Кайзер Чифс
- 1982: Дурбан Сити
- 1983: Дурбан Сити
- 1984: Кайзер Чифс
- 1986: Вааль Профессионалс
- 1987: Вааль Профессионалс
- 1988: Вааль Профессионалс
- 1989: Реал Свиперс
- 1990: Де Бирс
- 1991: Ориентал Спёрс
- 1992: Аркадия Шепердс
- 1995: Витбанк Ол Старс

† НПФЛ прекратила существование (NPFL)
Южно-Африканская футбольная лига (цветные)
(SASL — South African Soccer League)
- 1961: Трансвааль Юнайтед
- 1962: Авалон Атлетик
- 1963: Авалон Атлетик
- 1964: Блэк Свэллоуз
- 1965: Морока Свэллоуз
- 1966: Марицбург Сити
- 1967: Верулам Сабёрбс

Профессиональная лига Федерации (цветные)
(FPL — Federation Professional League)
- 1969: Верулам Сабёрбс
- 1970: Кейптаун Спёрс
- 1971: Кейптаун Спёрс
- 1972: Гленвиль
- 1973: Кейптаун Спёрс
- 1974: Кейптаун Спёрс
- 1975: Береа
- 1976: Кейптаун Спёрс
- 1977: Сварадж Юнайтед

Профессиональная лига Федерации
(FPL — Castle League)
- 1978: Дурбан Сити
- 1979: Кейптаун Спёрс
- 1980: Гленвиль
- 1981: Кейптаун Спёрс
- 1982: Гленден
- 1983: Лайтбодис Сантос
- 1984: Лайтбодис Сантос
- 1985: Сварадж Юнайтед
- 1986: Лайтбодис Сантос
- 1987: Лайтбодис Сантос
- 1988: Лайтбодис Сантос
- 1989: Батсвуд
- 1990: Лайтбодис Сантос

† ФПЛ прекратила существование (FPL)
Национальная футбольная лига
(NSL — National Soccer League — Castle League)
- 1985: Буш Бакс
- 1986: Рейнджерс
- 1987: Джомо Космос
- 1988: Мамелоди Сандаунз
- 1989: Кайзер Чифс
- 1990: Мамелоди Сандаунз
- 1991: Кайзер Чифс
- 1992: Кайзер Чифс
- 1993: Мамелоди Сандаунз
- 1994: Орландо Пайретс
- 1995: Кейптаун Спёрс

### Премьершип (с 1996)
Премьершип
(SAPD — South African Premier Division)
- 1996/97: Мэннинг Рейнджерс
- 1997/98: Мамелоди Сандаунз
- 1998/99: Мамелоди Сандаунз
- 1999/00: Мамелоди Сандаунз
- 2000/01: Орландо Пайретс
- 2001/02: Сантос
- 2002/03: Орландо Пайретс
- 2003/04: Кайзер Чифс
- 2004/05: Кайзер Чифс
- 2005/06: Мамелоди Сандаунз
- 2006/07: Мамелоди Сандаунз
- 2007/08: Суперспорт Юнайтед
- 2008/09: Суперспорт Юнайтед
- 2009/10: Суперспорт Юнайтед
- 2010/11: Орландо Пайретс
- 2011/12: Орландо Пайретс
- 2012/13: Кайзер Чифс
- 2013/14: Мамелоди Сандаунз
- 2014/15: Кайзер Чифс
- 2015/16: Мамелоди Сандаунз
- 2016/17: Витс Университи
- 2017/18: Мамелоди Сандаунз
- 2018/19: Мамелоди Сандаунз
- 2019/20: Мамелоди Сандаунз
- 2020/21: Мамелоди Сандаунз
- 2021/22: Мамелоди Сандаунз
- 2022/23: Мамелоди Сандаунз

## Чемпионские титулы*
| Клуб                   | Кол-во побед | Победитель Чемпионата ЮАР по футболу                                                                                                  |
| ---------------------- | ------------ | --- |
| Мамелоди Сандаунз      | 16           | 1988, 1990, 1993, 1997/98, 1998/99, 1999/00, 2005/06, 2006/07, 2013/14, 2015/16, 2017/18, 2018/19, 2019/20, 2020/21, 2021/22, 2022/23 |
| Кайзер Чифс            | 13           | 1974, 1976, 1977, 1979, 1981, 1984, 1989, 1991, 1992, 2003/04, 2004/05, 2012/13, 2014/15                                              |
| Хайлендс Парк          | 9            | 1960, 1962, 1964, 1965, 1966, 1968, 1975, 1977, 1980                                                                                  |
| Орландо Пайретс        | 8            | 1971, 1973, 1975, 1994, 2000/01, 2002/03, 2010/11, 2011/12                                                                            |
| Дурбан Сити            | 6            | 1959, 1961, 1970, 1972, 1982, 1983 (также один титул чемпиона ФПЛ — 1978)                                                             |
| Суперспорт Юнайтед     | 3            | 2007/08, 2008/09, 2009/10 |
| Кейптаун Сити          | 2            | 1973, 1976 |
| Эддингтон/Дурбан Спёрс | 2            | 1963, 1969 (как Дурбан Спёрс) |
| Мэннинг Рейнджерс      | 1            | 1996/97 |
| Сантос                 | 1            | 2001/02 (также 6 титулов чемпиона ФПЛ — 1983, 1984, 1986, 1987, 1988, 1990)                                                           |
| Порт-Элизабет Сити     | 1            | 1967 |
| Элленик                | 1            | 1971 |
| АмаЗулу                | 1            | 1972 |
| Аркадия Шепердс        | 1            | 1974 (также 1 титул чемпиона НПФЛ — 1992)                                                                                             |
| Лузитано Клаб          | 1            | 1978 |
| Буш Бакс               | 1            | 1985 |
| Рейнджерс              | 1            | 1986 |
| Джомо Космос           | 1            | 1987 |
| Кейптаун Спёрс         | 1            | 1995 (также 7 титулов чемпиона ФПЛ — 1970, 1971, 1973, 1974, 1976, 1979, 1981)                                                        |
| Бидвест Витс           | 1            | 2016/17 |

* По результатам выступлений в НФЛ (1959—1977), НПФЛ (1971—1984), НФЛ (1985—1995) и Премьершипе

## Рекорды Премьершипа (начиная с 1996 года)
- Выигранные чемпионаты: 13 — «Мамелоди Сандаунз»
- Самая крупная победа: 8:1, матч «Суперспорт Юнайтед» — «Танда Роял Зулу» (2003/2004)
- Наибольшее число забитых командой мячей за сезон: 73 — «Кайзер Чифс» (1998/1999)
- Наибольшее число пропущенных командой мячей за сезон: 85 — «Мазер Сити» (1999/2000)
- Наибольшее количество набранных командой очков за сезон: 75 — «Мамелоди Сандаунз» (1999/2000)
- Наибольшее количество забитых одним игроком мячей за сезон: 25 —  Коллинс Мбесума («Кайзер Чифс», 2004/2005)